# Ornithoscelida

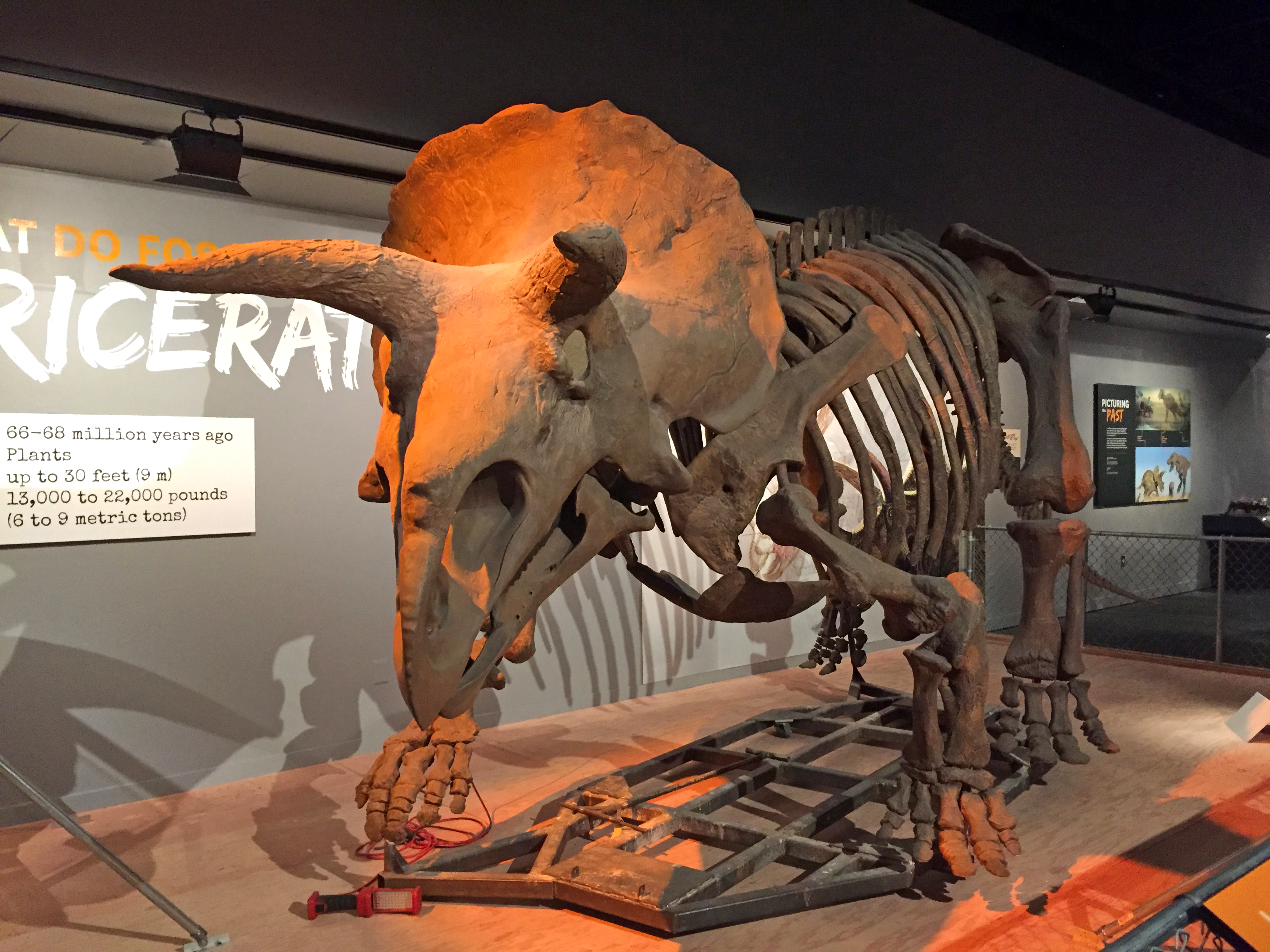
De Ornithoscelida zijn verankerd op Triceratops en...

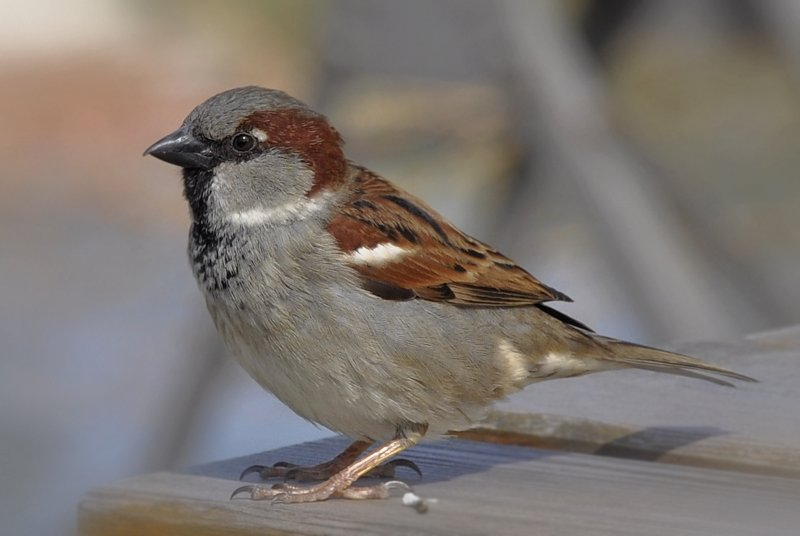
de huismus

De Ornithoscelida zijn een groep dinosauriërs. Het is omstreden of het een bruikbaar begrip is.
In een lezing op 24 november 1869, gepubliceerd in 1870, benoemde Thomas Huxley een orde Ornithoscelida, "vogelpoten". De naam was gekozen omdat de groep dieren omvatte die met de vogels een tweevoetige gang en andere achterpootkenmerken gemeen hebben. De groep bestond uit de Dinosauria en verder de Compsognatha. De Compsognatha zouden speciaal nauw aan de vogels verwant zijn. Het begrip genoot een zekere populariteit op het eind van de negentiende eeuw, ook gespeld als Ornithoscelides, maar verloor die weer toen Harry Govier Seeley een strikte verdeling van de dinosauriërs voorstelde tussen Saurischia en Ornithischia, waarbij Compsognathus in de Saurischia viel.
Rond 2010 echter, bleek uit verbeterde beschrijvingen van Heterodontosaurus en Lesothosaurus dat basale Ornithischia veel kenmerken gemeen hebben met Theropoda die de Sauropodomorpha, de andere saurischische hoofdgroep, juist missen. In 2017 publiceerden Matthew G. Baron, David Bruce Norman en Paul M. Barrett de resultaten van een kladistische analyse, met een sterk verbeterde beschrijving van basale groepen, waarin de Theropoda uitvielen als de zustergroep van de Ornithischia, en de Saurischia in de traditionele definitie een overbodig begrip was. De vleesetende Theropoda zouden dus samen met de plantenetende Ornithischia een overkoepelende klade vormen waar de plantenetende Sauropodomorpha en ook de vleesetende Herrerasauridae buiten vielen. De klade kreeg de oude naam Ornithoscelida omdat de basale vormen ervan ook poten hebben die op die van vogels lijken. Verder is er weinig overeenkomst tussen de twee concepten en de keuze voor de naam werd al meteen door andere paleontologen betreurd. Al eerder was gesuggereerd dat de traditionele indeling door Seeley onjuist zou zijn maar daarbij werd juist geopperd dat de plantenetende Sauropodomorpha en Ornithischia samen één groep zouden vormen, de Phytodinosauria.
De klade Ornithoscelida werd gedefinieerd als de groep bestaande uit de laatste gemeenschappelijke voorouder van de huismus Passer domesticus en Triceratops horridus; en al zijn afstammelingen. Deze definitie was echter een gebruikelijke geweest voor de Dinosauria als geheel. Dat laatste begrip moest nu opnieuw worden gedefinieerd door ook de sauropodomorf Diplodocus carnegii als verankerende soort mee te nemen. Ook vele andere hoofdgroepen behoefden nu een herdefinitie. In wezen werd de hele taxonomie van de dinosauriërs overhoop gegooid. Dit is op een zekere skepsis gestuit, ook omdat de resultaten van de analyse niet heel sterk ondersteund werden. Er was een Bremerwaarde van vier, dat wil zeggen dat het vier stappen zou vergen, andere kenmerken dan men meende gevonden te hebben, om een afstammingsboom te krijgen zonder een Ornithoscelida waar de Sauropodomorpha buiten vallen. Het is dus bepaald niet uitgesloten dat verder onderzoek de "Ornithoscelidahypothese" zal weerleggen. Dat wordt waarschijnlijker gemaakt door het feit dat Baron's analyse weliswaar veel meer kenmerken omvatte dan eerdere analyses maar dat dit ten dele werd veroorzaakt door het combineren van gegevensverzamelingen zonder erg stringent na te gaan of die elkaar niet overlapten.
De nieuwe stamboom kan worden weergegeven door het volgende kladogram:
|  | †Herrerasauridae |
|  |                  |
|  | †Sauropodomorpha |
|  |                  |

|  | †Ornithischia |
|  |               |
|  | Theropoda     |
|  |               |

|  | †Herrerasauridae |
|  |                  |
|  | †Sauropodomorpha |
|  |                  |

|  | †Ornithischia |
|  |               |
|  | Theropoda     |
|  |               |

|  | †Herrerasauridae |
|  |                  |
|  | †Sauropodomorpha |
|  |                  |

|  | †Ornithischia |
|  |               |
|  | Theropoda     |
|  |               |

|  | †Herrerasauridae |
|  |                  |
|  | †Sauropodomorpha |
|  |                  |

|  | †Ornithischia |
|  |               |
|  | Theropoda     |
|  |               |

|  | †Herrerasauridae |
|  |                  |
|  | †Sauropodomorpha |
|  |                  |

|  | †Ornithischia |
|  |               |
|  | Theropoda     |
|  |               |

|  | †Herrerasauridae |
|  |                  |
|  | †Sauropodomorpha |
|  |                  |

|  | †Ornithischia |
|  |               |
|  | Theropoda     |
|  |               |

|  | †Herrerasauridae |
|  |                  |
|  | †Sauropodomorpha |
|  |                  |

|  | †Ornithischia |
|  |               |
|  | Theropoda     |
|  |               |

|  | †Herrerasauridae |
|  |                  |
|  | †Sauropodomorpha |
|  |                  |

|  | †Ornithischia |
|  |               |
|  | Theropoda     |
|  |               |

Dit kan vergeleken worden met de traditionele indeling:
| Saurischia | \| \| Theropoda \| \| \| \| \| \| †Sauropodomorpha \| \| \| \| |
|            | \| \| Theropoda \| \| \| \| \| \| †Sauropodomorpha \| \| \| \| |
|            | †Ornithischia                                                  |
|            |                                                                |
|            | Theropoda                                                      |
|            |                                                                |
|            | †Sauropodomorpha                                               |
|            |                                                                |

|  | Theropoda        |
|  |                  |
|  | †Sauropodomorpha |
|  |                  |

| Saurischia | \| \| Theropoda \| \| \| \| \| \| †Sauropodomorpha \| \| \| \| |
|            | \| \| Theropoda \| \| \| \| \| \| †Sauropodomorpha \| \| \| \| |
|            | †Ornithischia                                                  |
|            |                                                                |
|            | Theropoda                                                      |
|            |                                                                |
|            | †Sauropodomorpha                                               |
|            |                                                                |

|  | Theropoda        |
|  |                  |
|  | †Sauropodomorpha |
|  |                  |

| Saurischia | \| \| Theropoda \| \| \| \| \| \| †Sauropodomorpha \| \| \| \| |
|            | \| \| Theropoda \| \| \| \| \| \| †Sauropodomorpha \| \| \| \| |
|            | †Ornithischia                                                  |
|            |                                                                |
|            | Theropoda                                                      |
|            |                                                                |
|            | †Sauropodomorpha                                               |
|            |                                                                |

|  | Theropoda        |
|  |                  |
|  | †Sauropodomorpha |
|  |                  |

| Saurischia | \| \| Theropoda \| \| \| \| \| \| †Sauropodomorpha \| \| \| \| |
|            | \| \| Theropoda \| \| \| \| \| \| †Sauropodomorpha \| \| \| \| |
|            | †Ornithischia                                                  |
|            |                                                                |
|            | Theropoda                                                      |
|            |                                                                |
|            | †Sauropodomorpha                                               |
|            |                                                                |

|  | Theropoda        |
|  |                  |
|  | †Sauropodomorpha |
|  |                  |

Als de groepen in 2017 in de Ornithoscelida verenigd inderdaad een natuurlijke groep vormen, gaat het om oorspronkelijk tweevoetige alleseters die zich vroeg in het Trias, in het Olenekien, moeten hebben afgesplitst. Die zouden zich dan gesplitst hebben in vleesetende Theropoda die steeds tweevoetig zouden blijven en de plantenetende Ornithischia waarvan twee groepen, de Thyreophora en de Ceratopia, viervoeters zouden worden. Nog levende Ornithoscelida zijn de vogels.
Voor de groep is een groot aantal van eenentwintig synapomorfieën gevonden, gedeelde afgeleide eigenschappen, die ook het bewijs vormen dat het überhaupt om een natuurlijke groep gaat. Onder het neusgat bevindt zich op de uitholling in de praemaxilla een voorste opening ofwel foramen. Op de buitenste zijkant van de praemaxilla bevindt zich een scherpe horizontale richel. Een contact tussen het bovenkaaksbeen en het traanbeen dringt het jukbeen van de rand van de fenestra antorbitalis. Het quadratum helt naar achteren. De zijuitsteeksels van het achterhoofd, de processus paroccipitales, zijn kort en hoog. De processus paroccipialis omvat het foramen posttemporale volledig. Het supraoccipitale is hoger dan breed. Het parabasisfenoïde heeft een goed-ontwikkelde uitholling op de onderkant. Het surangulare wordt op de achterste buitenste zijkant doorboord door een foramen. Het retroarticulair uitsteeksel van de onderkaak steekt strak naar achteren zonder een opwaartse buiging. Het oorspronkelijke aantal van twee sacrale wervels is aangevuld door minstens één ingevangen dorsosacrale wervel van de rug. De voorste staartwervels hebben doornuitsteeksels met minder dan de helft van de hoogte van de wervelboog. Het schouderblad is minstens driemaal langer dan de breedte van het bovenste uiteinde. De bovenkant van het opperarmbeen is aanzienlijk aan de binnenzijde naar beneden gebogen zodat een verbredende bult naar de buitenzijde ontstaat. Het heupgewricht is aan de binnenzijde open, zonder een verticale beenplaat aan de binnenste onderzijde. Het dijbeen is recht in plaats van golvend. Het dijbeen heeft aan de voorste bovenkant een brede en van de schacht gescheiden trochanter anterior. Het raakvlak op het sprongbeen voor het kuitbeen is sterk gereduceerd. Het hielbeen is overdwars samengedrukt met gereduceerde achterste en binnenste uitsteeksels. Het eerste middenvoetsbeen raakt de enkel niet maar is lager aan de schacht van het tweede middenvoetsbeen bevestigd. De onderste tarsalia zijn vergroeid met de bovenvlakken van de middenvoetsbeenderen.
Later in 2017 publiceerde Baron de uitkomst van meer geavanceerde statistische analyses van zijn datamatrix. Ook deze ondersteunden, hoewel in mindere mate, de ornithoscelidahypothese, tenzij er streng werd gesnoeid in het aantal kenmerken. Kort daarop publiceerden Max Langer e.a. een kritische analyse van het nieuwe model. Indien in de gegevensverzameling daarvan correcties werden aangebracht resulteerde dat alsnog in de oude scheiding tussen Ornithischia en Saurischia. Men moest echter toegeven dat ook deze resultaten niet sterk werden ondersteund. Men moest concluderen dat men in een situatie was beland waarin iedere nieuwe vondst of analyse van oude vondsten een fundamentele verandering van de stamboom zou opleveren. De hoofdoorzaak hiervan is dat basale dinosauriërs erg op elkaar lijken in bouw en grootte. Alleen een groot aantal zeer complete fossielen van soorten die vlak op de aftakkingspunten liggen, kan dit probleem oplossen. In 2023 concludeerde een studie dat alle drie de alternatieven, traditioneel, Ornithoscelida en Phytosauria, vrijwel even sterk door kenmerken en statistische analyses ondersteund worden zodat het onmogelijk bleek een ervan als meer waarschijnlijk aan te merken.